# گلیسون تیباو
گلیسون تیباو (انگلیسی: Gleison Tibau؛ زادهٔ ۱۰ ژوئیهٔ ۱۹۸۳) ورزشکار هنرهای رزمی ترکیبی اهل برزیل است. وی از سال ۱۹۹۹ میلادی تاکنون مشغول فعالیت بوده‌است.